# Années 90
Les années 90 couvrent les années 90 à 99. 
- Pour les années 1990 à 1999, voir Années 1990.

## Événements
- Vers 90-95 : le « synode » de Jamnia fixe le canon de la Bible juive[1].

- 91-93 :  fin de la « Guerre des Xiongnu » contre la Chine[2].
- 91-94 : extension occidentale de la puissance chinoise jusqu'au Turkestan[2].
- 92 : édit de Domitien restreignant la culture de la vigne dans les provinces de l'Empire romain. L'empereur développe et défend la petite propriété italienne[3].
- 94-96 : vers la fin de son règne, Domitien se conduit en despote et fait éliminer les opposants par la mort ou par l'exil. Les philosophes, les Juifs et les chrétiens sont notamment visés, ce qui entretiendra l'idée d'une Persécution de Domitien par la tradition chrétienne[4].
- 97 : Frontin est nommé surintendant des aqueducs de Rome[5].
- 98 : Tacite publie Germania, où il décrit la vie des Germains[6]. Selon lui, la partie Est de la péninsule scandinave est occupée par deux peuples germains : les Suiones, ou Suédois, au nord et les Gothons, ou Goths, au Sud. Ces deux tribus entrent fréquemment en guerre l’une contre l’autre. Tacite situe à l’est des Germains les Aestii et les Fenni, identifiés comme étant des Prussiens et des Lapons[7]. Ces données sont confirmées par l’archéologie qui a permis de découvrir des monnaies ou des lampes romaines en Courlande et dans la région de Tartu[8]. Tacite dans Germania décrit une procession destinée à honorer la déesse Nerthus : un char vide recouvert d’un voile y est promené, la déesse est censée être à l’intérieur[9].

## Personnalités significatives

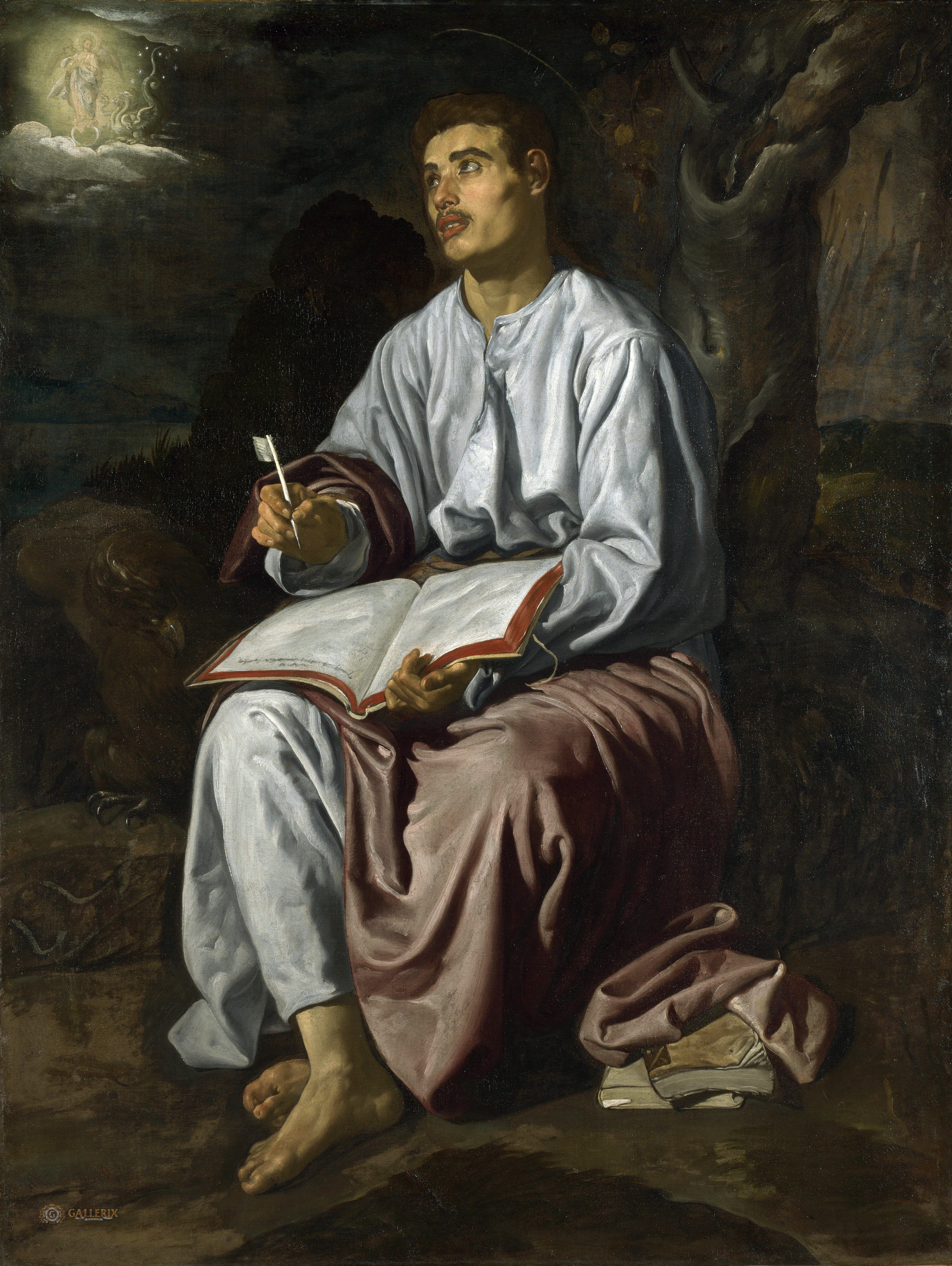
Jean l'évangéliste à Patmos, de Diego Vélasquez, 1619-1620

- Ban Chao
- Domitien
- Évariste (pape)
- Jean l'évangéliste
- Nerva
- Quintilien
- Trajan